# Bäckby, Vanda stad
Bäckby (finska: Viertola) är en stadsdel i Vanda stad i landskapet Nyland. 
Bäckby ligger väster om Dickursby och utgör sin egen stadsdel trots att området i praktiken är en del av Dickursby tätort. 
I Bäckby finns Dickursby idrottspark med simhall, idrottshus, ishall och sportarena. Områdets tydligaste landmärke är Havis tvålfabrik som dock kommer att rivas och ersättas av höghus. Det finns många småhus i Bäckby, men närmast Dickursby vid Pyrolavägen och Peltolavägen finns också höghus. 
Invånarna i Bäckby använder sig av servicen i Dickursby, men flera av de butiker som ligger "mitt i Dickursby" ligger administrativt på Bäckbysidan, till exempel K-butiken Yliveto och Alko. I sydvästra Bäckby finns TH-Market som säljer överskottslager och varor som försäkringsbolag beslagtagit.